# HSM-70
70ème Escadron d'hélicoptères d'attaque maritime
Le Helicopter Maritime Strike Squadron Seventy ( HELMARSTRIKERON 70 ou HSM-70), également connu sous le nom de "Spartans", est un escadron d'hélicoptères de l'US Navy de la Naval Air Station Jacksonville en Floride. 
L'escadron fait partie du Carrier Air Wing Eight et se déploient à bord de croiseurs, destroyers, frégates et du USS George H. W. Bush (CVN-77) à l'appui d'un groupe aéronaval pilotant le SH-60 Seahawk. 

## Mission

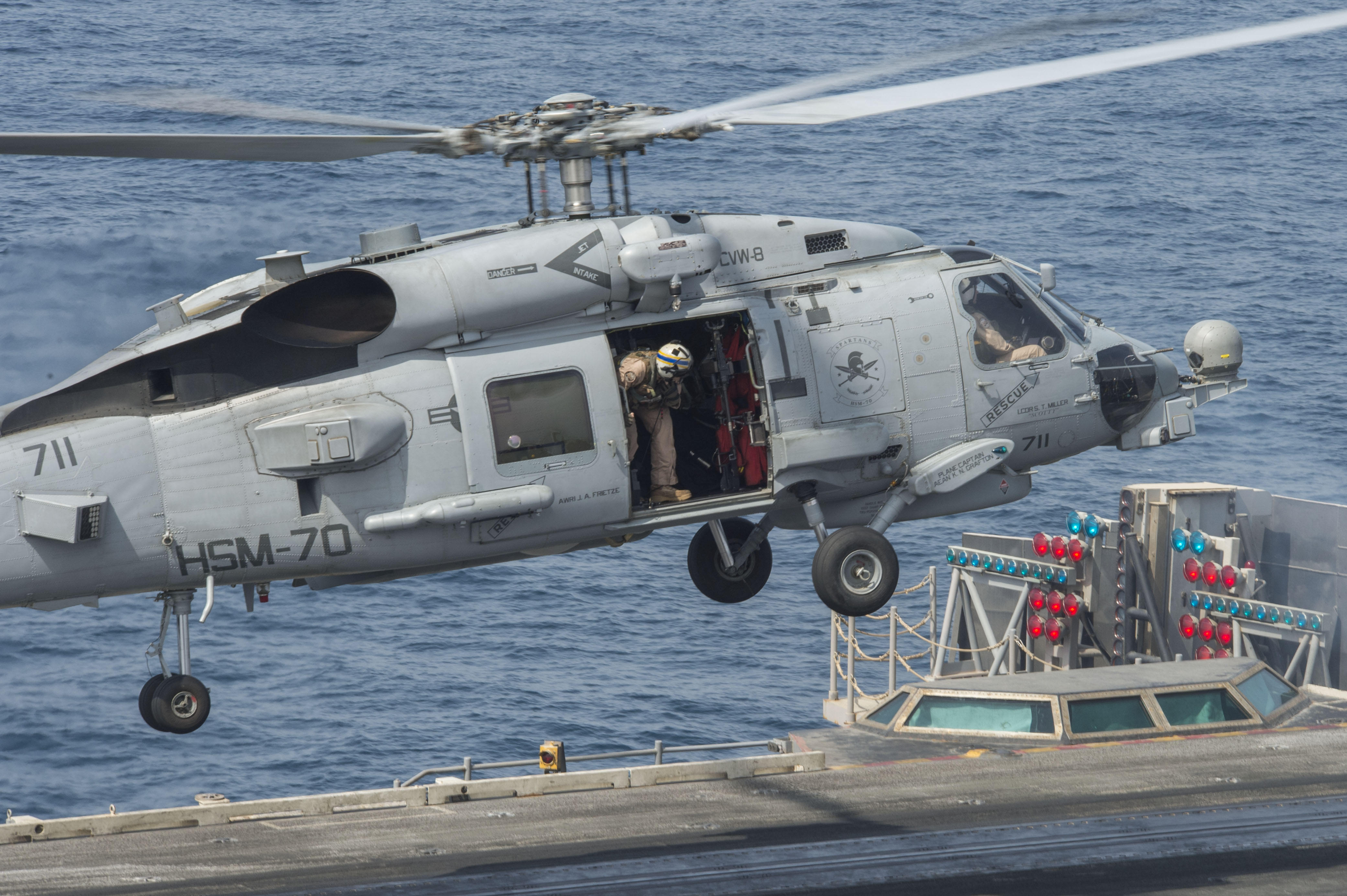
MH-60R Seahawk du HSM-70 sur USS George H.W. Bush (CVN 77)

Le HSM-70 déploie des hélicoptères du programme Light Airborne Multi-Purpose System (LAMPS) sur des navires de guerre de la marine américaine effectuant des missions de recherche et sauvetage, de ravitaillement vertical, d'évacuation sanitaire, de relais de communication et de combat. Le HSM-70 se déploie actuellement  à bord des navires de la flotte de l'Atlantique. L'escadron relève directement du commandant de la Naval Air Force Atlantic.